# Вастселійна
Вастселійна (ест. Vastseliina) — селище на півдні Естонії.

## Географія
Селище є центром волості Вастселійна в південно-східній частині повіту Вирумаа на відстані 285 км від Таллінна та 24 км від Виру. Станом на 2010 рік тут проживає 726 осіб. Розташовується на березі річки Піуса біля російського і латвійського кордону. У селищі розташовуються Вастселійнаська гімназія та школа-інтернат.

За 3 км на схід від Вастселійни знаходяться руїни німецької фортеці Нейгауза.

## Відомі особистості
У Вастселійні народилися:
- 1898 — Едуард Пютсеп, естонський борець, олімпійський чемпіон на Іграх 1924 року в Парижі.
- 1944 — Ілла Раудік, радянська естонська підводна орієнтировщиця, найкраща спортсменка Естонії 1973 року.
- 1968 — Хіллар Цахкна, естонський біатлоніст, бронзовий медаліст на ЧС з біатлону 1992 року в Новосибірську.
- 1985 — Сірлі Ханні, естонська біатлоністка, срібний медаліст на ЧС з біатлону серед юніорів